# 佐藤佳代
佐藤佳代（日语：／ Sato Kayo、1988年12月26日—）是出身於日本愛知縣的變性模特兒。身高172公分，三圍80-58-85公分。

## 簡歷
1988年出生於日本愛知縣。自小有性別不安，在小學入學時即對書包的顏色及座位的順序感到不適應，小學3年級時男女分別換衣服時感覺就更加清楚。中學時想：「如果再這樣，我將活不下去。(このままでは生きていけない)」。中學畢業時，離家出走。在出走的當天晚上，去青梅竹馬的女性友人的家裡借女裝，友人體會佐藤佳代的心情，不說什麼就借了，從此佐藤佳代以女性的角色生活著。四年後，如她的夢想在女裝店裡當店員。
在任職店員的期間接受了模特兒經紀公司的邀請。2008年起在名古屋開始了模特兒工作。於2009年擔任時尚雜誌『東海SPY GIRL』的專屬模特兒。
於2010年8月31日放送的綜藝節目『魔女的22點』（日本電視台）的單元「本週的魔法之門(今週の魔法の扉)」中，正式公開了出生時是男性。

## 人物
興趣：購物、電玩。專長：格鬥遊戲、模仿。
是否做過變性手術，目前沒有明確的資訊（從15歲開始定期注射女性荷爾蒙）。在綜藝節目『魔女的22點』之後，接受週刊『女性Seven』的採訪，表示：「除了戶籍之外，基本是個女人(戸籍以外は、ほぼ女性になった)」。
沒有接受過整型手術。由於體質的關係，沒有什麼體毛及鬍鬚。
由於沒有接受過整型手術，因此被學生時代的同學發現了。經紀公司的社長收到了「佐藤佳代是男的傳言」的電子郵件，同時在網際網路電子佈告欄上也流傳相同的傳言。佐藤佳代向社長承認事實，社長最初也感到吃驚。為了讓模特兒的工作繼續，不至於解除經紀約，同意在電視上公開此事。
小時候沒有因為女性化的行為而受到欺負，大概是因為朋友們都能體諒。家族中對於她的情形也能諒解，表示：「最痛苦的難道不是佳代本人嗎 (一番つらいのは、かよ本人)？」。母親偶爾會抱怨：「為什麼不生得像普通人呢(なんで普通に産んでくれなかったの)？」；但是也說：「你是我的孩子不會改變，只要能待在我身邊就好。(貴方は私の子供に変わりない。そばにいてくれればいいから)」。父親應該也能諒解，但是很難說會百分百支持，如果去變更戶籍的身分資料，將會挑戰父親的底線。
與模特兒菜菜緒是青梅竹馬的好朋友。但並非借她女裝的那位。
原本公布的血型為B型，但是在2010/11/17 日本電視台 The！世界惊愕新闻節目中，修正自己的血型為A型。

## 演出

### 電視
- Gamers TV 夜游三姐妹（日语：夜遊び三姉妹） 日本電視台
- Academy Night（日语：アカデミーナイト） TBS電視

### 雜誌
- SPY GIRL（ダブリュエヌコーポレーション）
- BLENDA（角川春樹事務所）讀者模特兒
- 週刊PLAY BOY(集英社) 2010No.44 2010.10.18

### Web
- ゲームのじかん (nico nico動畫)

### 走秀
- TOKYO GIRLS COLLECTION[10] ( 2010A/W[11], 2011S/S in Nagoya(名古屋)[12], 2011S/S)
- GIRLS AWARD JAPAN (2010A/W, 2011S/S) [13]

## 作品

### 書籍
- 佐藤かよ reborn (2011/6/23 講談社 Mook)

## 註解
1. 1 2 3  .   [2010-09-12]. （原始内容存档于2010-09-04）.
2. ↑  索女慶祝27歲生日 原來係變性人 （页面存档备份，存于）《蘋果日報》2015年12月29日
3. ↑  .[永久]
4. 1 2 3 4 5  . 女性Seven (小學館). 2010年9月, 48 (33): pp.36 （日语）.
5. 1 2 3  . TechinsightJapan. 2010年9月2日  [2010年9月12日]. （原始内容存档于2010年9月5日）.
6. ↑  2010年8月31日放送回『魔女的22點』のコーナー「今週の魔法の扉」の再現VTRナレーションより
7. ↑  . 2010年5月19日  [2010年9月12日]. （原始内容存档于2011年6月2日）.
8. ↑  .   [2010-10-11]. （原始内容存档于2010-10-15）.
9. ↑  .   [2011-03-04]. （原始内容存档于2011-03-07）.
10. ↑  . TV Life.[永久]
11. ↑  .   [2011-03-04]. （原始内容存档于2011-03-07）.
12. ↑  .   [2010-09-12]. （原始内容存档于2010-10-06）.

## 外部連結
- 佐藤かよ エイジアプロモーション （页面存档备份，存于）
- 佐藤かよオフィシャルブログ「あんにゅいまいぺーす」 （页面存档备份，存于）
- 佐藤佳代的X（前Twitter）
- Kayo的Instagram帳戶